# 布呂歇爾號重巡洋艦
布呂歇爾號重巡洋艦（德語：Blücher）是納粹德國海軍的一艘希佩尔将军级重巡洋舰，也是二戰爆發初期德國最新的一艘船。在布呂歇爾號服役後僅6個月，它就在入侵挪威的威瑟演習作戰第一天，於德勒巴克湾战役中被其岸防要塞擊沉。

## 設計
希佩尔将军级重巡洋舰主要是用來對抗世界主要海軍強權、超過他國簽訂的華盛頓條約艦隻以及突破凡爾賽條約的限制，以擴充德國海軍的實力。

## 服役歷史
布呂歇爾號以第5海軍艦隊的旗艦身份，與裝甲艦呂佐號（前德國號）、輕巡洋艦埃姆登號、3艘小型魚雷艇和8艘小型佈雷艦一起由海軍少將奧斯卡·庫莫茲指揮，進行入侵挪威的威瑟演習作戰第一階段—運輸德國陸軍部隊佔領奧斯陸。
布呂歇爾號的姊妹艦希佩爾將軍號同樣參與了入侵挪威的行動，負責讓部隊登陸特倫汗（挪威的第3大城市，也位於挪威西海岸線的中部），儘管在登陸過程中遭遇到英國皇家海軍螢火蟲號驅逐艦的攻擊與衝撞而受損，登陸部隊仍成功抵達上岸，並在當日清晨於城內的克利斯汀史坦堡壘（Kristiansten Fortress）與大部分行政大樓升起納粹國旗，而大多數挪威居民都還尚未清醒。
布呂歇爾號的攻擊行動就沒如此順利了，德國艦隊被挪威岸防巡邏艦波爾三世號所發現，並在1940年4月8日就通知了防務人員。載有1000名士兵的布呂歇爾號在前頭帶領德國艦隊駛入奧斯陸峽灣的德勒巴克海峡（Drøbak narrows），並接近到奧斯卡斯堡要塞（Oscarsborg Fortress）南方。德國艦隊司令命令其麾下船艦將前後主砲皆排成一直線，表示出對挪威岸防工事的輕蔑。

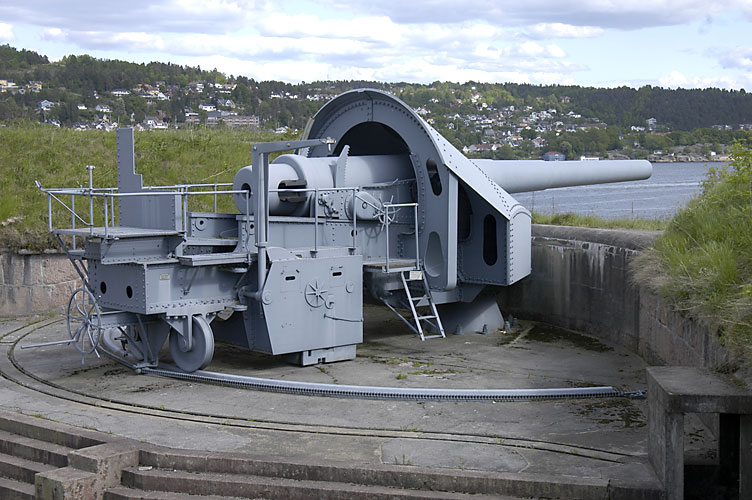
兩門參與擊沉布呂歇爾號行動的奧斯陸岸防要塞280毫米砲的其中一門。

在清晨4點21分（挪威時間），挪威的要塞對布呂歇爾號開火。要塞上的3門德製克虜伯280毫米砲（由於缺乏訓練有素的砲手，僅有2門火砲有人在操作）裝設於1893年（分別取名為Moses、Aaron和Josva），已經過時，因此要塞砲手直到平射距離才開火。多數消息來源表示，要塞砲於1600至1800公尺內開火，第一枚280毫米砲彈擊中布呂歇爾號的船尾桅杆前部，並造成船體中央至桅杆燃起大火與濃煙。第2門要塞砲接著也開火，擊中布呂歇爾號的203毫米砲塔底座，使其在進入奧斯陸峽灣時艦體已有部分燃燒著。然而挪威砲兵在那短暫的時間裡也僅能以2門砲攻擊該艦，他們當時只有30名訓練不足的砲兵，極為缺乏人手，而且也沒有時間裝填第3發砲彈。另外，第3座「約書亞」（Joshua）要塞砲已裝填彈藥，但卻無人看守開火。
布呂歇爾號試著反擊，但因為其艦上輕型火砲射角太高，而203毫米主砲則因為奧斯卡斯堡第2波的280毫米要塞砲砲擊所造成的傷害而無法開火。

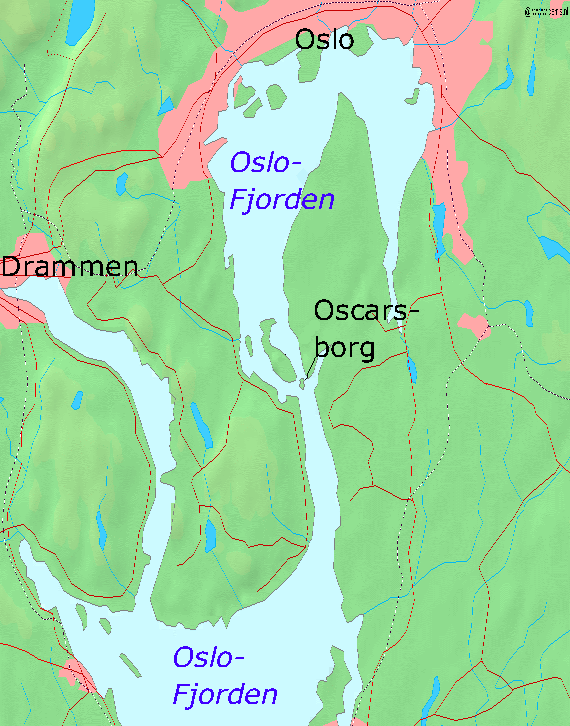
奧斯陸峽灣的地圖與奧斯卡斯堡要塞

儘管布呂歇爾號船面已大火一片，挪威的57毫米口徑輔助海岸砲於胡斯維克（Husvik）上仍不停地朝該艦開火，大砲一直轟擊船舷，而57毫米砲則集中攻擊船艦的上部結構和防空武器，布呂歇爾號以輕型火砲壓制敵方火力，慢慢地往要塞駛去。當布呂歇爾號駛到胡斯維克火砲陣地前面，並以防空砲開火攻擊時，挪威砲兵不得不放棄該陣地。在東側岸防砲兵的一座科帕斯（Kopås）150毫米砲擊中了布呂歇爾號的轉向系統，使得其船員必須掌舵與操作螺旋槳以免擱淺。
德軍不知道在奧斯卡斯堡要塞砲附近有座魚雷發射陣地，其自1901年建造，有3座岸用雙聯式水下魚雷發射管，裝備的魚雷是奧匈帝國製造的白頭魚雷（製造於匈牙利王國的阜姆，為現在克羅埃西亞的里耶卡），為該世紀初的老古董。這些魚雷已經測試發射過超過200次，但仍不確定其可靠程度皆拿來使用。挪威岸防兵成功發射了魚雷，直接擊中布呂歇爾號2枚，第1枚擊中前方的「Anton」砲塔，第2枚擊中機艙，使得該艦失去控制並在狹窄的峽灣中漂流。艦隊的其他艦隻見布呂歇爾號爆炸，錯誤地以為被水雷所傷，使其艦隊陣型轉而密集，導致奧斯陸之後未有如預期地在黎明前佔領。在其他入侵艦隊撤退前，呂佐號裝甲艦被科帕斯砲擊中了3次，它的「Anton」和「Bruno」砲塔受損無法使用。受損的呂佐號全速撤退，退出了挪威岸防砲的射界範圍。

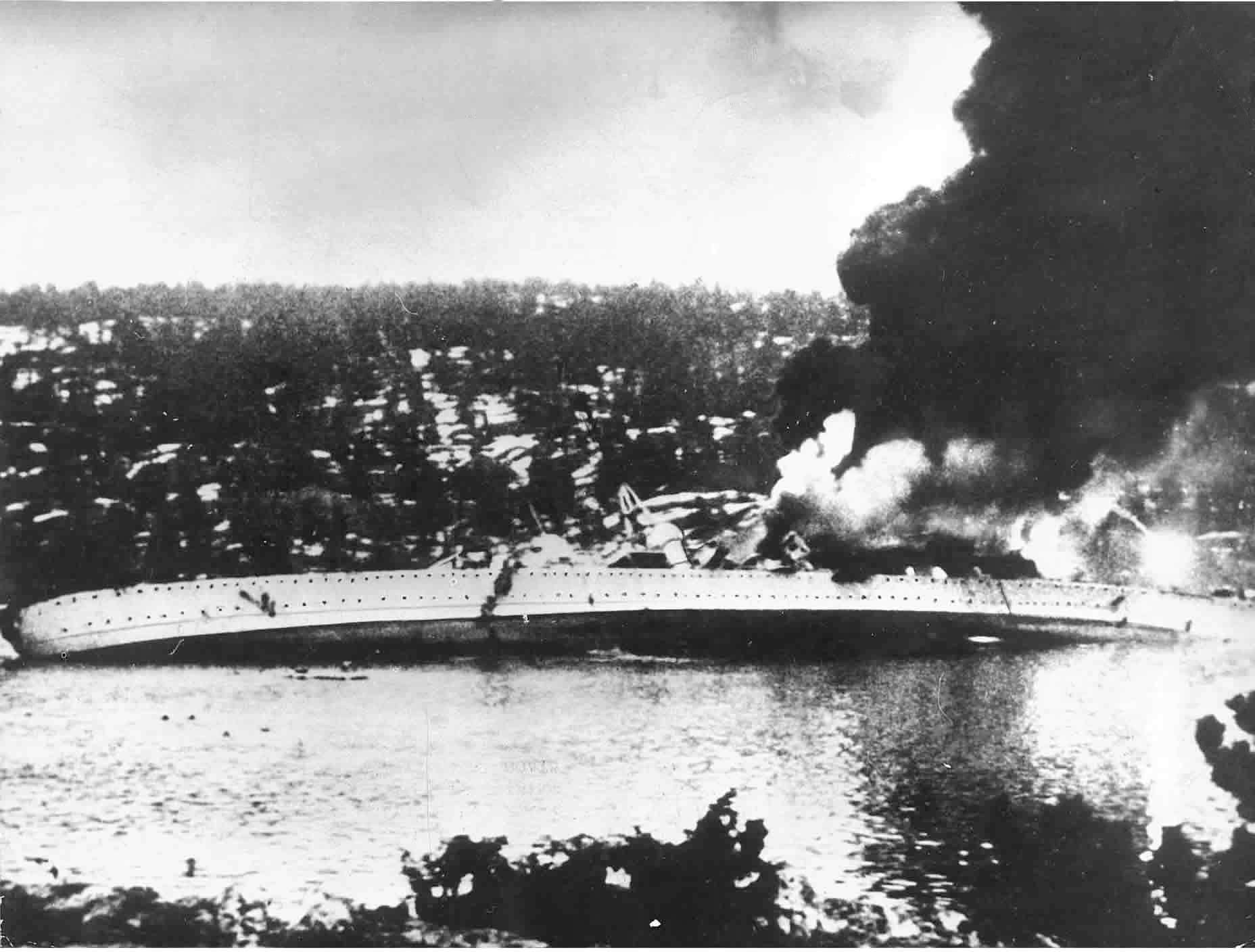
於奧斯陸灣沉沒的布呂歇爾號

德軍試著讓布呂歇爾號擱淺至納索德登半島（Nesodden），但失敗了。 
6點，受創且下沉中的布呂歇爾號拋錨於阿斯克霍姆（Askholmen），試著令船身較穩以救助更多士兵與船員。布呂歇爾號將它僅剩的魚雷全數射出以免船體爆炸傷擊乘員。6點23分，艦上的火勢蔓延到了105毫米砲塔的彈藥庫並且引爆彈藥。7點，見艦上火勢已無法控制，艦長下達棄船命令。到了7點22分，布呂歇爾號傾覆沉沒。全艦2,202名的船員與登陸部隊中有830名陣亡（其中至少有320名船員），不是淹死就是被船身浮油燃起的火焰燒死。倖存者紛紛往峽灣兩側的沿岸游去。布呂歇爾號的水手們被命令讓出他們的救生衣給船上部隊（所有水手都被預估會游泳），因而挽救了大量士兵的生命。艦長海因里希·沃尔达克（Heinrich Woldag）上校雖然成功從這場戰鬥中逃脫，但在8天後因為飛機失事而陣亡。

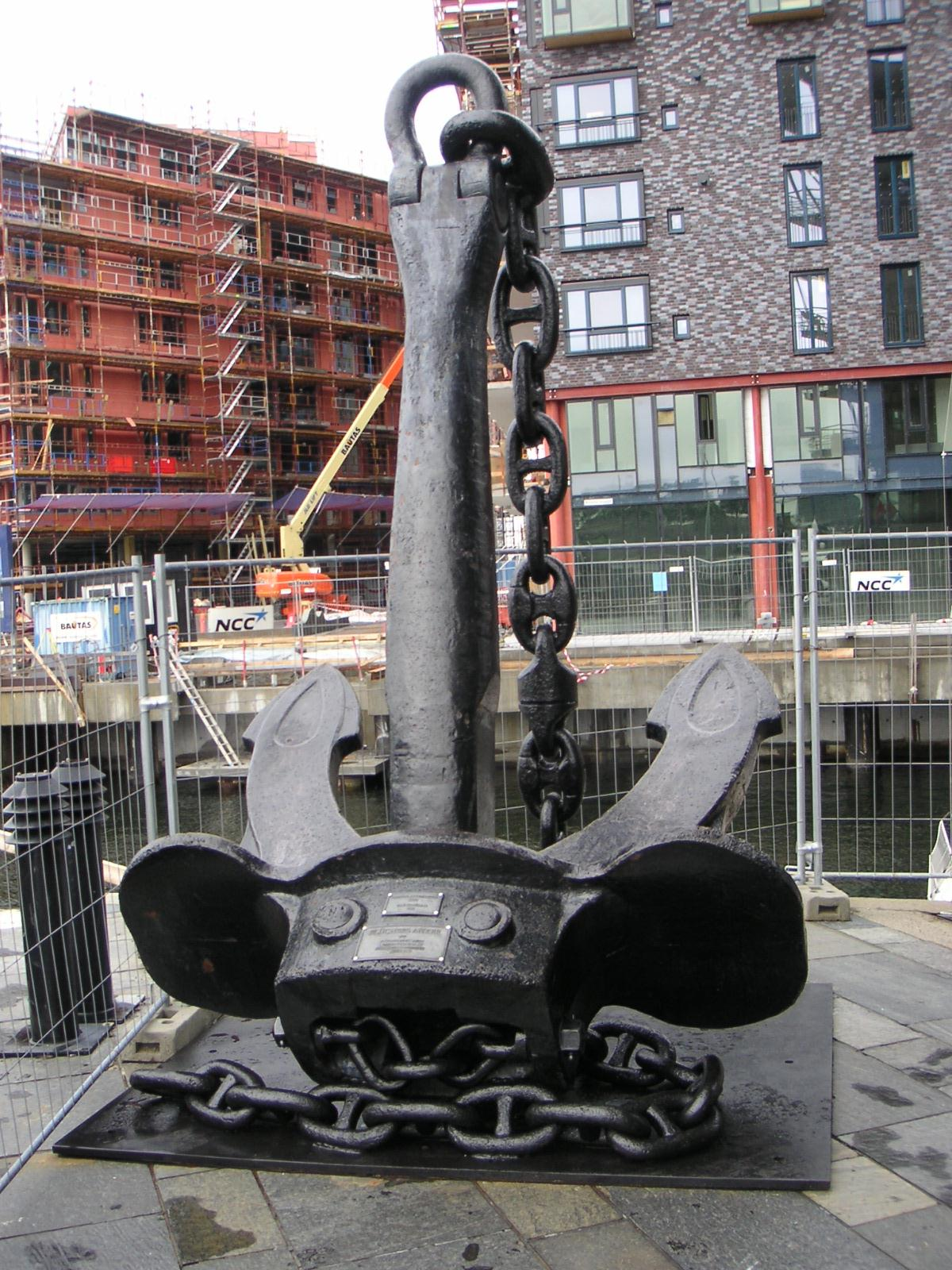
阿克爾碼頭所保有的布呂歇爾號的一具錨。

德軍登陸奧斯陸行動的延遲使得挪威皇室成員、內閣和政府要員逃脫，並帶走了挪威的黃金儲備，之後用於海外流亡政府繼續在戰時反抗。

## 現存的殘骸
現在，布呂歇爾號仍沉沒在奧斯陸峽灣，其主砲位於奧斯卡堡要塞以北3,250公尺處。船身約在90公尺深度並呈側傾狀態，其A、B、C和D砲塔之砲座皆已崩毀，可能105毫米高砲也如此。
後來布呂歇爾號的兩個錨皆被打撈了起來，其中一個於阿克爾碼頭（Aker Brygge）所展示，另一個則在德勒巴克。
當布呂歇爾號離開原港口希維諾烏伊希切執行作戰時，它約載有2670立方公尺（約2500噸）的油料。其中已有部份在前往挪威的途中消耗掉了，而在它沉沒後仍不斷地在漏油，到了1991年已達到每天漏50公升的油，對當地環境造成污染。挪威政府決定從布呂歇爾號殘骸裡盡可能的打撈其油料。1994年10月，石水公司（Rockwater AS）與石油營運的深海潛水員至北海於其船體的133處燃料庫，取出1000噸的油料，另外有47處油料庫無法進入，故仍保存著油料。被取出的油料在經過清洗後，又再被賣出。
該油料開採作業使得布呂歇爾號上的兩架Ar 196水上侦察机的其中一架得以重見天日，該機於1994年11月9日被打撈上岸，並現存於斯塔万格的航空史博物館

## 同名的其他船隻
布呂歇爾號是第三艘以普魯士陸軍元帥格布哈德·勒伯莱希特·冯·布吕歇尔命名的德國海軍艦艇（該人最有名的事蹟是與威灵顿公爵於滑铁卢战役擊敗拿破崙）。第一艘以其命名的船艦為北德意志造船廠（Norddeutsche Schiffbau AG，後來變成克虜伯麾下企業的一支）所建造的基爾港的護衛艦，並於1877年3月20日下水。該船在1907年鍋爐爆炸後從軍方退役，並於西班牙維戈擔任運煤船直到其生涯結束。1908年4月11日，裝甲巡洋艦布呂歇爾號於基爾港的帝國海軍造船廠下水。該船於一戰1915年1月24日的多格灘海戰中，被英國海軍中將戴维·贝蒂（David Beatty）率領的優勢戰鬥巡洋艦兵力擊沉。因此，在兩次世界大戰中的兩艘「布呂歇爾號」皆在戰初的8個月內被敵人擊沉。

## 歷任艦長
海因里希·沃尔达克（Heinrich Woldag）海軍上校，於1939年9月20日至1940年4月9日期間擔任布呂歇爾號艦長（沃塔戈於1940年4月17日在搭乘前往奧斯陸峽灣的飛機中，墜機陣亡。

## 資料來源
1. ↑  Binder（2001年），第78页
2. ↑  Petrow（1974年），第53页
3. ↑  Petrow（1974年），第65页
4. 1 2  Ribsskog（1998年），第50页
5. ↑  Ribsskog（1998年），第50-51页
6. ↑  Ribsskog（1998年），第51页
7. 1 2  Fjeld（1999年），第36页
8. ↑  Hauge 1995: 36
9. 1 2  Binder（2001年），第180页
10. ↑  Flyhistorisk Museum Sola 的存檔，存档日期2008-11-02.
11. ↑  Deutsche-kriegsschiffe.de: Schwerer Kreuzer Blücher （页面存档备份，存于） （德文）